# Verchnij Viljujčan
Il Verchnij Viljujkan (in russo Верхний Вилюйкан?; in italiano Viljujkan superiore) è un fiume della Russia siberiana orientale (Territorio di Krasnojarsk), affluente di sinistra del Viljuj.
Nasce sull'altopiano del Viljuj e scorre in direzione prevalentemente meridionale sfociando successivamente nel Viljuj nel suo alto corso, a 2 406 km dalla foce, alcuni chilometri a valle del villaggio di Ėkonda (Эконда). I maggiori affluenti sono il fiume Majgungda-Chon (lungo 67 km) e il Sengačangda (91 km) provenienti ambedue dalla sinistra idrografica. 
Il fiume non incontra centri urbani in tutto il suo corso; come tutti i corsi d'acqua del bacino è gelato, mediamente, da metà ottobre a fine maggio-inizio giugno.